# Steffen König
Steffen König (* 5. September 1961 in Stuttgart) ist ein deutscher Mathematiker, der sich mit Algebra befasst.

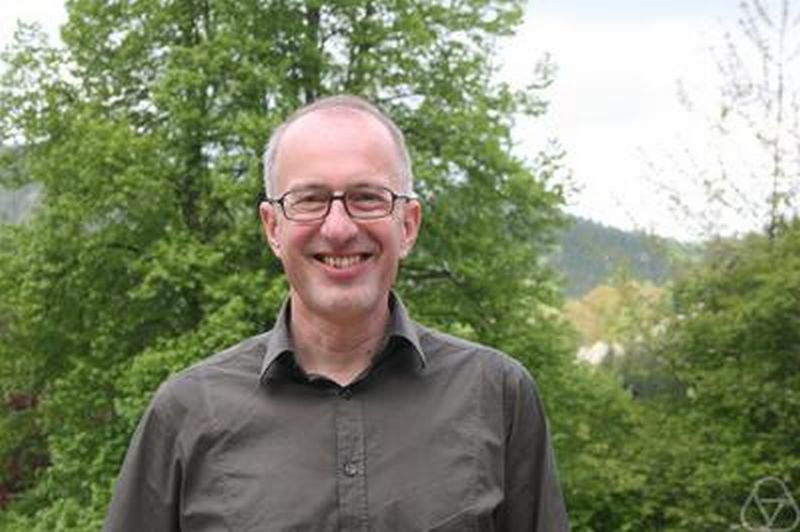
Steffen König, Oberwolfach 2013

König studierte Mathematik an der Universität Stuttgart mit dem Diplom 1986, leistete zwei Jahre Zivildienst und wurde 1988 in Stuttgart bei Klaus Roggenkamp promoviert (Zahme und wilde verallgemeinerte Bäckströmordnungen und ihre Auslander-Reiten-Köcher). Danach war er unter anderem an der Universität Bielefeld und Antwerpen. 1993 habilitierte er sich in Stuttgart und war 1995 bis 2000 Heisenberg-Stipendiat und Privatdozent in Bielefeld. 2000 wurde er Professor an der University of Leicester, wobei er 2004/5 Leverhulme Research Fellow war. 2005 wurde er Professor an der Universität zu Köln und 2010 in Stuttgart.
Er befasst sich mit Algebren und ihren Darstellungen und Kategorientheorie.
1995 erhielt er den Heinz-Maier-Leibnitz-Preis.

## Schriften
- mit Alexander Zimmermann: Derived equivalences for group rings, mit Beiträgen von Bernhard Keller, Markus Linckelmann, Jeremy Rickard und Raphaël Rouquier, Springer Verlag, Lecture Notes in Mathematics 1685, 1998, doi:10.1007/BFb0096366.